# Fréquence ESJ
Fréquence ESJ est un bouquet associatif de six webradios françaises et un site d'information.

## Historique
Lancée le 19 mars 2007 à l'initiative de deux étudiants de l'École supérieure de journalisme de Paris, Marine Caillault et Benjamin Poulin, Fréquence ESJ est au départ diffusée par Fréquence 3 (dont Benjamin Poulin était membre de l'association) et en reprend la programmation musicale.
Relancée le 30 avril 2011 (après un an en sommeil) par Robin Lacombe, Fréquence ESJ est maintenant séparée de Fréquence 3. Benjamin Poulin est de retour et encadre désormais le média. La même année, son site se transforme et propose désormais du contenu traitant de tous les domaines : politique, société, cinéma, sport...
Sous l'impulsion de Tristan Maupoil à l'époque rédacteur en chef de la radio et du site web, "20h, l'invité", l'émission politique de la radio est lancée en 2013 une fois par semaine[pertinence contestée].
Le 30 mai 2015, Fréquence ESJ lance une nouvelle émission, Storytelling, qui accueille notamment des invités[source insuffisante].
Fréquence ESJ délocalise régulièrement ses émissions au Salon de l'étudiant, au Salon international de l'agriculture, à la COY11, mais aussi dans des festivals et des événements[pertinence contestée]. Depuis 2019, la rédaction se délocalise également à la Marche des Fiertés parisienne. 
Au mois de mai 2016, Fréquence ESJ déménage ses émissions de ses locaux parisiens vers Ivry-sur-Seine, dans un tout nouveau studio, plus grand et entièrement numérique[source insuffisante]. À l'été 2018, nouveau déménagement pour la rédaction qui s'installe dans le 13e arrondissement de Paris. 
En juin 2016, deux nouvelles émissions sont lancées : Tous à table ! et L'Hebdo sports. En juillet 2016, L'actuelle et La factory sont annoncées sur la grille de rentrée. L'actuelle se transforme ensuite en matinale en 2019 et est présentée par Dimitri Henault et Antoine L'Hermitte. 
Pour le Téléthon 2017, Fréquence ESJ est coorganisatrice du Village AFM-Téléthon de Paris. A cette occasion, elle a réalisé 50 heures de direct non-stop, depuis le studio d'Ivry-sur-Seine, un autre sur le parvis de l'Hôtel de Ville de Paris, et 30 heures depuis la scène installée sur ce même parvis[réf. nécessaire]. Depuis 2018, Fréquence ESJ réalise plus de 37h de direct depuis ses studios pour le Téléthon.
En décembre 2021, l'ESJ Paris décide de se séparer de Benjamin Poulin, cofondateur de Fréquence ESJ, dans un contexte conflictuel, l'état-major composé de Raphaël Bardenat (directeur de la rédaction) et Adrien Hardy (rédacteur en chef) décident de partir également.

## Site internet
La partie information du site internet a été lancée en 2013, en s'appuyant sur les étudiants de l'École supérieure de journalisme de Paris. Quelques scoops ont été levés par cette rédaction, repris par d'autres médias. 
Fréquence ESJ est autonome financièrement de l'ESJ Paris.

## Bouquet

### Radios lancées en août 2015
- Fréquence ESJ Gold
- Fréquence ESJ Dancefloor
- Fréquence ESJ Live
- Fréquence ESJ Lounge

### Radio lancée en juin 2019
- Fréquence ESJ Friendly

## Identité visuelle

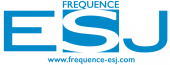
Logo de Fréquence ESJ de 2007 à 2009
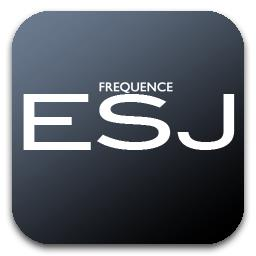
Logo de Fréquence ESJ de 2009 à 2011
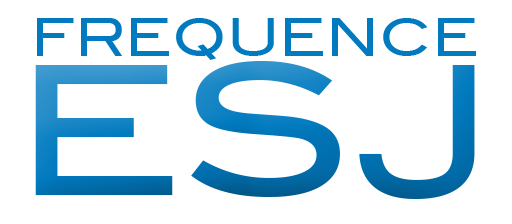
Logo de Fréquence ESJ de 2011 à 2013
Logo de Fréquence ESJ depuis 2013